# Саморядовка
Саморя́довка — река в Московской области России, левый приток Учи.
Длина — 13 км, площадь водосборного бассейна — 44,2 км². Берёт начало в 0,5 км к западу от деревни Кузяево, впадает в Учу ниже деревни Сухарево. Равнинного типа, питание преимущественно снеговое. Замерзает обычно в середине ноября, вскрывается в середине апреля.
По данным Государственного водного реестра России, относится к Окскому бассейновому округу. Речной бассейн — Ока, речной подбассейн — Ока ниже впадения Мокши, водохозяйственный участок — Клязьма от истока до Пироговского гидроузла.
На реке расположены населённые пункты Саморядово, Горки Сухаревские, Некрасовский, Ларёво, Борец, Лысково.